# Michael Rockefeller
Michael Clark Rockefeller (New York, 18 maggio 1938 – Nuova Guinea Occidentale, 19 novembre 1961, data della sparizione) è stato un esploratore, antropologo e collezionista d'arte statunitense. Quinto figlio del governatore di New York, e in seguito vicepresidente degli Stati Uniti, Nelson Rockefeller, studiò all'Università di Harvard e in seguito partecipò ad una spedizione organizzata dal Museo Peabody per studiare il popolo dei Dani, scoperto da pochi decenni e rimasto tecnologicamente all'età della pietra. Scomparve durante una successiva spedizione nei pressi del vicino popolo Asmat, sempre in Nuova Guinea.

## Biografia
Michael Rockefeller nacque nel 1938, all'interno di una delle famiglie più ricche e potenti degli Stati Uniti d'America: il padre, Nelson Rockefeller, discendeva da una famiglia di petrolieri e finanzieri, ed era all'epoca governatore di New York. Dopo essersi laureato cum laude all'Università di Harvard in storia ed economia ed essersi arruolato nel 1960 negli United States Army, nel 1961 partecipò alla spedizione antropologica organizzata da Harvard e dal Museo Peabody di archeologia ed etnologia presso il popolo Dani, nella Nuova Guinea Occidentale.
Nell'occasione Michael Rockefeller si cimentò nel ruolo di tecnico del suono per il documentario etnografico Dead Birds, diretto da Robert Gardner, e scattò una numerosa serie di fotografie. Una pausa nel corso della lavorazione del film lo portò a scoprire i manufatti in legno e le statuette rituali del vicino popolo Asmat. Innamoratosi di tali oggetti d'arte primitiva, pianificò subito una nuova spedizione in Nuova Guinea. Il governo coloniale olandese gli affiancò nell'occasione una squadra di studiosi, tra i quali l'antropologo René Wassing.

### La scomparsa
Dall'ottobre del 1961 visitò numerosi villaggi Asmat, accatastando su un catamarano noleggiato una notevole quantità di oggetti: asce in pietra, tamburi, lance, archi, frecce, scudi e statuette rituali (bisj). Il 17 novembre, mentre con Wassing navigava verso il villaggio di Ostjanep, l'imbarcazione fu capovolta da un'onda; i due adolescenti indigeni che accompagnavano gli antropologi riuscirono a saltare in mare e a raggiungere la riva, ma riuscirono ad allertare i soccorsi solo al calare del buio. 
All'alba del 19 novembre, dopo essere stato due giorni aggrappato al catamarano rovesciato, Rockefeller annunciò a Wassing che avrebbe tentato di nuotare fino a riva. L'antropologo olandese fu avvistato per via aerea e soccorso il giorno dopo, mentre dello statunitense si persero le tracce. Il giornalista Carl Hoffman, nel libro Savage Harvest, sostiene che Michael arrivò a riva ma fu catturato, ucciso e mangiato dai cannibali Asmat come vendetta verso i colonialisti olandesi in quanto alcuni anni prima Max Lepré, l'amministratore coloniale olandese della zona, aveva comandato un'incursione nel villaggio di Ostjanep che si era conclusa con l'uccisione di 5 guerrieri Asmat.

## Influenza culturale
- Welcome to the Jungle, regia di Jonathan Hensleigh (2007)